# شركة البحر الميت 1618

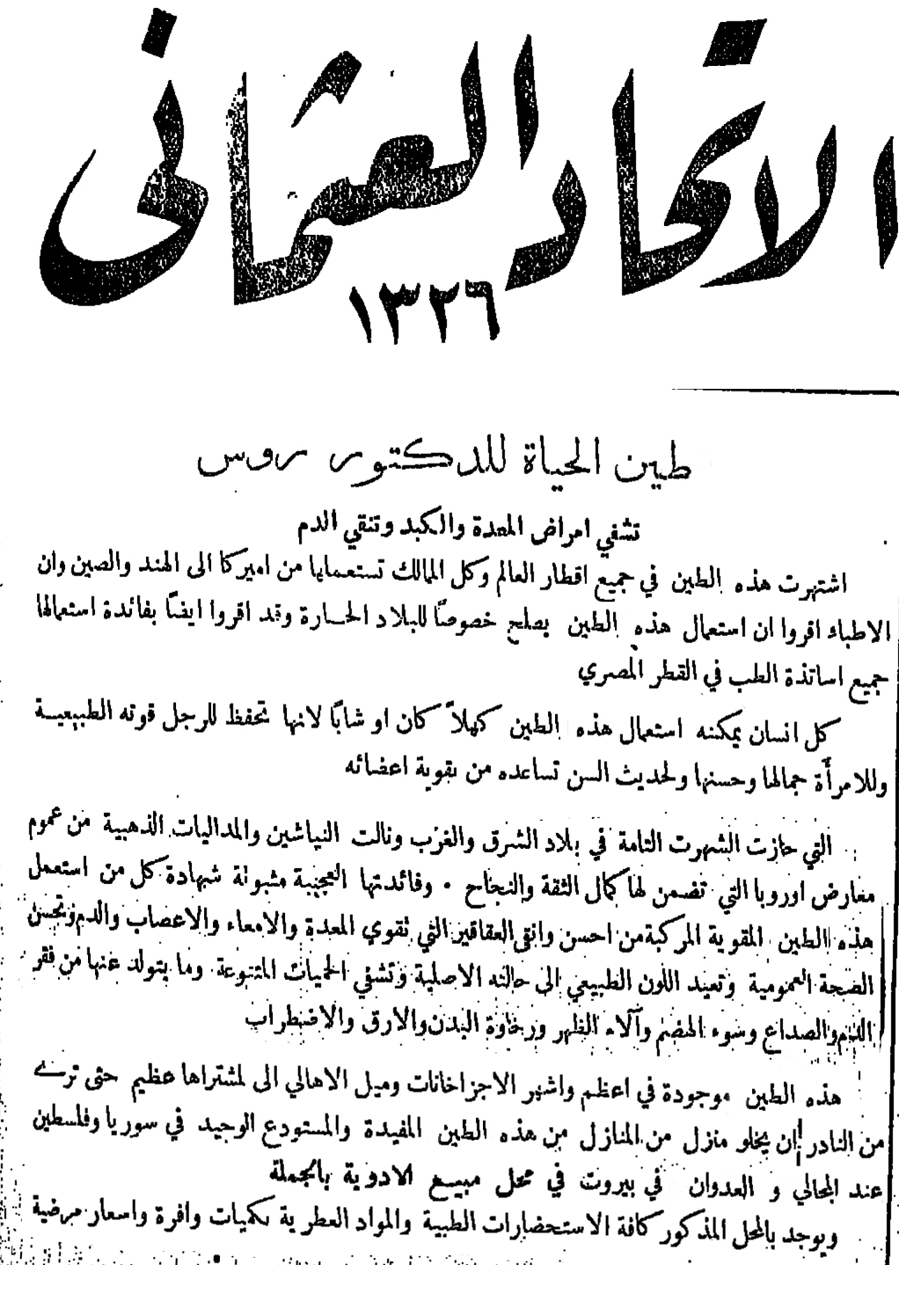
إعلان صحفي عن البحر الميت عام 1618 يعود إلى عام 1910

شركة البحر الميت 1618 Dead Sea 1618، التي تأسست في عام 1890، هي شركة تتاجر في معادن البحر الميت. بدأت الشركة بالتجارة مع الدولة العثمانية وروسيا ولبنان والعديد من الدول
قاموا في البداية ببيع المنتجات، بناءً على الفوائد المزعومة لطين وملح البحر الميت إلى جانب شعبيتها، وكان عملهم يعتمد على جمع هذه المعادن الطبيعية من الطبيعة ونشرها في جميع أنحاء العالم.